# Lugar da Estrada
Lugar da Estrada é uma aldeia portuguesa que pertence à Freguesia de Atouguia da Baleia e do Município de Peniche.

## Topónimo
Originalmente designada de "Lugar da Venda d'Água", o seu topónimo foi alterado com a construção da Estrada Real, eixo de atracão populacional e veículo de desenvolvimento.

## Demografia
De acordo com os Censos 2011, esta localidade conta com cerca de 680 habitantes.

## História
Entre o século XVIII e XIX, o Lugar da Estrada era o local, a seguir à vila de Atouguia da Baleia, com maior número de políticos. Quanto à restante população trabalhava nos campos, como trabalhadores, nomeadamente como jornaleiros ou criados.
A principal produção agrícola era o vinho e o trigo, no entanto praticavam-se outras actividades desde pedreiro ao vendedor de azeite.